# PDF控制

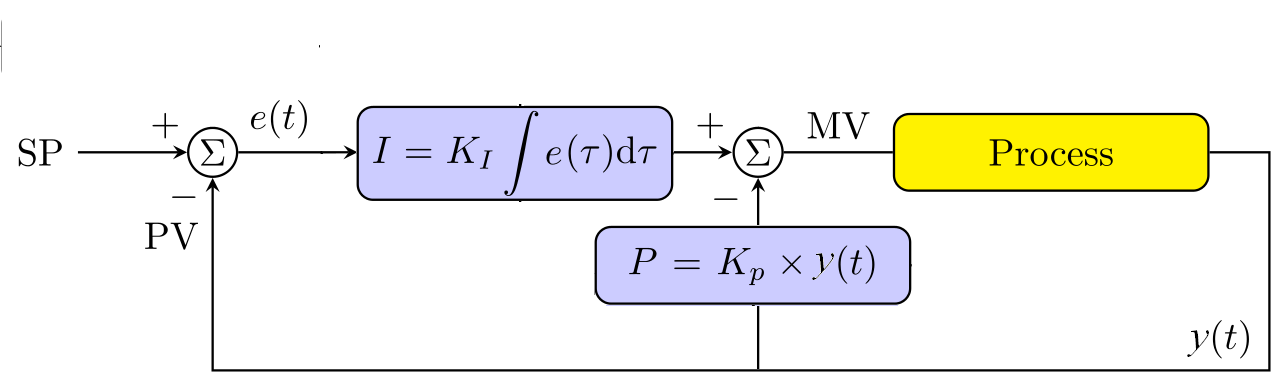
PDF控制器的方塊圖

PI控制器的方塊圖

偽微分回授控制（pseudo-derivative feedback control），簡稱為PDF控制，是在自動控制中的名詞，是Phelan在1977年在其書《Automatic Control Systems》中提到的控制架構，其架構類似PI控制器，但若控制一階系統時，控制器及系統的整體轉換函數沒有零點（若使用PI控制器，整體轉換函數會有一個零點），常用在運動控制中。
PDF控制器其架構類似PI控制器，但是目標值和回授的誤差（derivative）只作為I（積分）控制器的輸入，誤差不是P（比例）控制器的輸入，改用回授作為P（比例）控制器的輸入。因為誤差不是比例控制器的輸入，因此被Phelan稱為「偽誤差回授」。

## PDFF控制

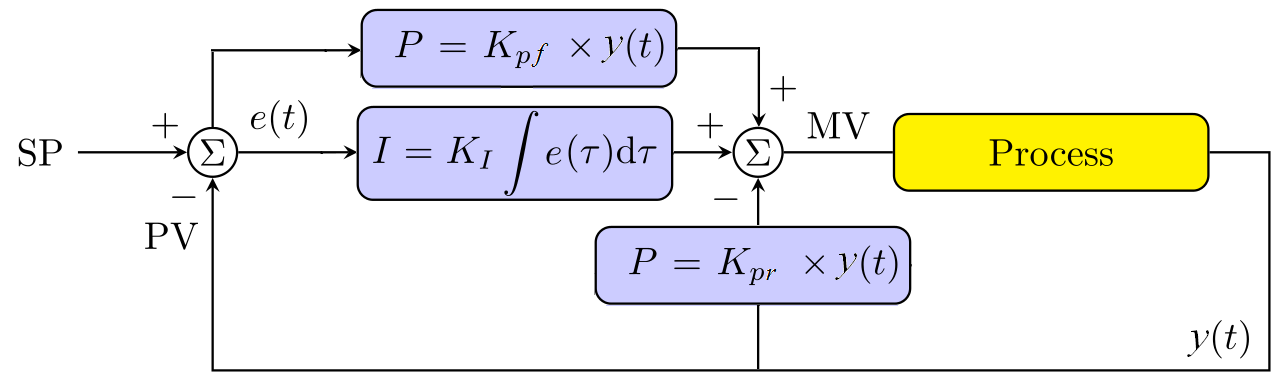
PDFF控制器的方塊圖

後來也有在PDF控制中加入了目標值的前饋控制，即為PDFF控制（Pseudo-derivative feedback forward control），可以提昇控制系統的剛性。